# Хронос (фільм)
«Хронос» (ісп. Cronos) — фільм жахів Гільєрмо дель Торо. Прем'єра відбулась 27 листопада 1992 року.

## Сюжет
1536 році алхімік у Верокрусі розробляє механізм, який може дати безсмертя. У 1937 році старовинна будівля обрушується, і алхімік, у якого шкіра кольору мармуру, гине, коли його серце пронизується уламками. Слідчі вирушають на пошуки у будинок алхіміка, але вони не розкривають, що ще було знайдено в його домі: тазики, заповнені кров'ю від тіла.
У 1996 році літній антиквар, Хесус Гріс, помічає, що основа статуї архангела порожня. Він відкриває її і знаходить 460-річний механізм. Після того, як він заводить вишуканий пристрій у формі скарабея, він розкривається, як павук, і його ноги міцно схоплюють Гріса, а голка вколюється в його шкіру. Усередині пристрою знаходиться комаха, яка фільтрує кров. Гріс поступово помічає, що його здоров'я та енергія відновлюються, а також його молодість. Шкіра перестає бути зморшкуватою, волосся стає густішим, і сексуальний потяг зростає. Він також розвиває спрагу до крові. Спочатку це його відштовхує, але з часом він піддається спокусі. Він використовує пристрій цієї ночі, але перед цим вимовляє свою нічну молитву. Його онука Аврора помічає це і починає хвилюватися за дідуся.
Тим часом багатий, вмираючий бізнесмен Дітер де ла Ґардія, який багато років шукає інформацію про цей механізм, намагається знайти статую з пристроєм. Він посилає свого грубого американського племінника Анхеля, який щодня потерпає від знущань свого дядька заради спадщини, купити статую в антикварному магазині.
Під час святкування Нового року Гріс бачить чоловіка, який кровить з носа, і йде за ним до чоловічого туалету, щоб забрати його кров з раковини. Інший чоловік виходить з одного з кабінок, бачить кров і починає її прибирати. Гріс помічає кров на підлозі і вирішує її злизати, поки незнайомий чоловік не підходить і не дає йому удар по обличчю, внаслідок чого Гріс втрачає свідомість. Його знаходить Анхель, який дає йому алкоголь і намагається змусити віддати механізм. Коли Гріс втрачає свідомість, Анхель кладете його тіло в машину і скидає її з обриву. Гріс коротко приходить до тями і молиться за порятунок, але, здавалося б, помирає. Втім, він відновлюється в морзі і тікає, перш ніж його спалять. Він повертається додому, і Аврора впускає його. Дітер б'є Анхеля за те, що той не переконався, що серце Гріса знищене, і відправляє його перевірити тіло. Гріс пише листа своїй дружині, в якому коментує зміни в своєму тілі і говорить, що після того, як завершить деякі "невиконані справи", він повернеться до неї. Він помічає, що його шкіра палить на сонці і спить в ящику, щоб уникнути прямих сонячних променів.
Згодом Гріс і Аврора приносять механізм на штаб-квартиру Дітеру, де бізнесмен пропонує йому "вихід" в обмін на пристрій. Гріс коментує пошкоджену шкіру, і бізнесмен говорить йому зняти її, бо під нею є нова шкіра, яка мармурова, як у мертвого алхіміка. Гріс погрожує знищити механізм, але йому говорять, що він помре, якщо це станеться. Гріс погоджується передати механізм в обмін на знання "виходу", після чого Дітер його ножем вдаряє. Проте перш ніж завдати смертельного удару в груди, Дітер паралізується від удару Аврори, і Гріс п’є кров Дітера. Анхель знаходить помираючого Дітера і роздавлює його горло ногою, втомившись від його знущань і чекаючи на спадщину. Анхель зустрічається з Грісом на даху будівлі і жорстоко його б'є. Гріс викидає їх обох з даху, вбиваючи Анхеля.
Аврора знаходить Гріса без свідомості і використовує механізм, щоб його розбудити. Помітивши, що її рука кровить, Гріс має спокусу випити її кров, але врешті-решт стримується. Потім він болісно руйнує механізм, незважаючи на попередження. Він повертається додому, і ми бачимо, як він лежить в ліжку, поруч з Авророю і його дружиною, коли фільм закінчується.

## У ролях
- Федерико Луппі — Хесус Ґріс
- Рон Перлман — Ангел де ла Гвардіа
- Клаудіо Брук — Діетер де ла Гвардіа
- Маргарита Ісабель — Мерседес

## Премії
- Приз критиків міжнародного фестивалю в Каннах.
- «Срібний ворон» фестивалю фільмів фентезі в Брюсселі.
- 3 премії міжнародного фестивалю Фанташпорту.
- Приз міжнародного фестивалю фантастичних фільмів у Сітжесі.